# لژیونرها
لژیونرها (به اسپانیایی: Legione) یک فیلم فراطبیعی ترسناک محصول سال ۲۰۲۲ سینمای آرژانتین به نویسندگی و کارگردانی فابیان فورته با بازی ژرمن دی سیلوا در نقش آنتونیو پویجو، جادوگری قدرتمند که باید از بیمارستان روانی فرار کند و دخترش هلنا (با بازی لورنا وگا) را پیدا کند، که قدرت جادویی خود را فراموش کرده‌است، تا بتواند با نیروهای شیطانی که در سراسر آرژانتین ویران می‌کنند، مقابله کند.
لژیونرها در بوئنوس آیرس و استان میسیونس، آرژانتین فیلمبرداری شده‌است. در ۵ ژانویه ۲۰۲۲ در پورتو آلگری برزیل به نمایش درآمد و در چندین جشنواره فیلم در طول سال از جمله جشنواره فانتاسپوآ، جشنواره فیلم سیتخس و جشنواره بین‌المللی فیلم فنتیژا به نمایش درآمد. این فیلم توسط اکس‌وای‌زد فیلمز در آمریکای شمالی به صورت ویدئویی در ۱۹ ژانویه ۲۰۲۳ منتشر شد.

## داستان
نیروهای شیطانی به آرژانتین می‌آیند. بزرگ‌ترین امید انسان‌ها یک جادوگر افسانه‌ای است که در آسایشگاه روانی حبس شده و وقتی نبرد علیه خیزش شیاطین برای او جنبه شخصی پیدا می‌کند، باید از آن جا فرار کند.